# جاك ماك جلين
جاك ماك جلين (بالإنجليزية: Jack McGlynn) هو لاعب كرة قدم أمريكي في مركز الوسط، ولد في 7 يوليو 2003 في Middle Village, Queens ‏ في الولايات المتحدة. لعب مع فيلادلفيا يونيون 2 وفيلادلفيا يونيون.

## وصلات خارجية
- جاك ماك جلين على موقع الدوري الأمريكي (الإنجليزية)
- جاك ماك جلين على موقع قاعدة بيانات كرة القدم.إي يو (الإنجليزية)
- جاك ماك جلين على موقع ناشيونال فوتبول تيمز (الإنجليزية)
- جاك ماك جلين على موقع Soccerway.com (الإنجليزية)
- جاك ماك جلين على موقع اللجنة الأولمبية الدولية (الإنجليزية)